# هوير (الريف الغربي)
هوير (بالفارسية: حویر) هي منطقة سكنية تقع في إيران في قسم الريف الغربي الريفي. يقدر عدد سكانها بـ 109 نسمة بحسب إحصاء 2016.